# انعدام المخالطة الاجتماعية
انعدام المخالطة الاجتماعية أو نقص المخالطة الاجتماعية أو اللا اجتماعية (بالإنجليزية: Asociality)‏ مصطلح يشير إلي حالة من عدم وجود حافز للانخراط في التفاعل الاجتماعي، أو حالة من تفضيل الأنشطة الانفرادية. وقد يستخدم علماء النفس التنموي المرادفات الثلاثة.
يختلف انعدام المخالطة الاجتماعية عن السلوك المعادي للمجتمع، ولكنه لا يستبعده، حيث ينطوي هذا الأخير على بغض للبشرية أو عداء تجاه أشخاص آخرين أو تجاه النظام الاجتماعي العام. ويلاحظ بشكل روتيني درجة من اللا اجتماعية في حال في الانطوائية، في حين لوحظت الاجتماعية المتطرفة في الأشخاص الذين يعانون من مجموعة متنوعة من الحالات السريرية.
ليس بالضرورة أن تعتبر اللا اجتماعية سمة سلبية تماما من قبل المجتمع، حيث أنها قد استخدمت كوسيلة للتعبير عن معارضة الأفكار السائدة. وينظر إليها على أنها سمة مرغوبة في بعض التقاليد الرهبانية، ولا سيما في الكاثوليكية والبوذية والصوفية.